# 아이콘 (프로그래밍 언어)
아이콘(Icon)은 프로그래밍 언어이다. 문자열 처리에 강점을 가지고 있다.

## 예제
다음 예제는 문자열의 각 단어를 하나씩 출력한다.
```
 
s
 
:=
 
"this is a string"

 
s
 
?
 
{
                               
# Establish string scanning environment

     
while
 
not
 
pos
(
0
)
 
do
  
{
          
# Test for end of string

         
tab
(
many
(
' '
))
              
# Skip past any blanks

         
word
 
:=
 
tab
(
upto
(
' '
)
 
|
 
0
)
  
# the next word is up to the next blank -or- the end of the line

         
write
(
word
)
                 
# write the word

     
}

  
}

```

## 유니콘 언어
아이콘 자체는 객체지향 언어가 아니다. 1996년에 객체지향개념을 포함한 아이콘의 변형 아이돌(idol) 언어를 만들었고, 지금은 유니콘(Unicon)으로 이름을 바꾸었다.
클래스 정의 문법은 다음과 같다.
```
package
 
package
name

class
 
classname
 
:
 
superclass
(
attributes
)

   
method
 
meth1
(
att1
)

       
...

       
end

   
method
 
meth2
(
att1
,
att2
)

      
...

      
end

   
initially
 
(
att1
,
att3
)

      
...

end

```

## 같이 보기
- 코루틴